# Nocturnal (Film)
Nocturnal ist ein Filmdrama von Nathalie Biancheri, das im Oktober 2019 beim London Film Festival seine Premiere feierte. Wie im Filmtitel bereits angedeutet, spielt Nocturnal zu einem großen Teil abends und in der Nacht, die die beiden Protagonisten Laurie und Pete miteinander verbringen.

## Handlung
Die junge Laurie ist nach einer Kindheit in Irland mit ihrer alleinerziehenden Mutter in ihre Heimat Yorkshire zurückgekehrt. Die unterkühlte Begrüßung durch ihre Klassenkameraden an der neuen High School führt zu Lauries Rückzug, und sie flüchtet sich in ein intensives Leichtathletiktraining. Bald wird sie auf Pete aufmerksam, der als Handwerker an der Schule arbeitet, die Renovierungsmaßnahmen durchführt und gerade im Begriff ist, sich von seiner Freundin zu trennen. Schnell freunden sich die beiden Außenseiter an und verbringen immer öfter Zeit miteinander, so Abende mit Bier und Spaziergängen am Strand. Doch es gibt Dinge, über die Pete nicht reden will.

## Produktion
Die Italienerin Nathalie Biancheri, die gemeinsam mit Olivia Waring auch das Drehbuch schrieb, gab mit Nocturnal ihr Regiedebüt bei einem Spielfilm.
Der britische Schauspieler und Singer-Songwriter Cosmo Jarvis und die Schauspielerin Lauren Coe sind in den Hauptrolle von Pete und Laurie zu sehen. In weiteren Rollen sind Sadie Frost als Jean, Laurie Kynaston als Danny, Yasmin Monet Prince als Annie, Amber Jean Rowan als Jade und Ella-Grace Gregoire als Ruby zu sehen.
Die Dreharbeiten fanden an 17 Drehtagen in Yorkshire statt, dem Handlungsort des Films. Als Kameramann fungierte Michal Dymek.
Die Premiere erfolgte am 8. Oktober 2019 beim London Film Festival. Kurz zuvor wurde ein erster Trailer vorgestellt. Am 8. Juli 2020 wurde er beim Galway Film Fleadh online vorgestellt. Im Dezember 2021 steht der Film auf dem Programm des ArteKino-Festivals.

## Rezeption

### Kritiken
Von den bei Rotten Tomatoes aufgeführten Kritiken sind 94 Prozent positiv.
Fabien Lemercier vom Filmmagazin Cineuropa schreibt, Nocturnal zeigt die vielen Qualitäten einer Regisseurin, die weiß, wie man ein Team zusammenhält. Ausgestattet mit einem unbestreitbaren Sinn für Atmosphäre und realistischer Präzision hole sie das Beste aus dem wunderbaren Talent des polnischen Kameramanns Michal Dymek heraus, und das Gleiche gelte für die höchst suggestive Musik des Australiers Aaron Cupples. Diese Fähigkeit, Talente zusammenzubringen, lasse einen neue Projekte von Nathalie Biancheri mit großem Interesse beobachten.

### Auszeichnungen (Auswahl)
London Critics’ Circle Film Awards 2021
- Nominierung als Bester britischer Darsteller (Cosmo Jarvis, auch für Shadow of Violence)[10]

Sofia International Film Festival 2020
- Auszeichnung mit dem Special Jury Award (Nathalie Biancheri)[11]